# Okręg wyborczy Ilchester
Okręg wyborczy Ilchester powstał w 1621 r. i wysyłał do angielskiej, a następnie brytyjskiej, Izby Gmin dwóch deputowanych. Okręg obejmował miasto Ilchester w hrabstwie Somerset. Został zlikwidowany w 1832 r.

## Deputowani do brytyjskiej Izby Gmin z okręgu Ilchester

### Deputowani w latach 1621–1660
- 1621–1625: Richard Wynn
- 1640–1644: Robert Hunt
- 1640–1644: Edward Phelips
- 1645–1648: William Strode of Barrington
- 1645–1648: Thomas Hodges of Wedmore

### Deputowani w latach 1660–1832
- 1660–1661: Robert Hunt
- 1660–1679: Henry Dunster
- 1661–1679: Edward Phelips
- 1679–1681: William Strode of Barrington
- 1679–1681: John Speke
- 1681–1685: John St Barbe
- 1681–1685: John Hody
- 1685–1695: Edward Wyndham
- 1685–1689: Edward Phelips
- 1689–1690: William Helyar
- 1690–1698: John Hunt
- 1695–1701: Francis Wyndham
- 1698–1701: John Phelips
- 1701–1701: Philip Sydenham
- 1701–1705: James Anderton
- 1701–1705: Francis Wyndham
- 1705–1708: Edward Strode
- 1705–1708: John Webb
- 1708–1715: Edward Phelips
- 1708–1710: James Johnston
- 1710–1711: Samuel Masham
- 1711–1715: James Bateman
- 1715–1722: William Bellamy
- 1715–1722: John Hopkins
- 1722–1722: William Boroughs
- 1722–1727: Daniel Moore
- 1722–1727: Thomas Paget
- 1727–1747: Charles Lockyer
- 1727–1734: Thomas Crisp
- 1734–1747: Robert Brown
- 1747–1754: Francis Fane
- 1747–1761: Thomas Lockyer
- 1754–1754: John Talbot
- 1754–1765: Joseph Tolson Lockyer
- 1761–1761: John Perceval, 2. hrabia Egmont
- 1761–1768: William Wilson
- 1765–1774: Peter Legh
- 1768–1774: Brownlow Cust, torysi
- 1774–1775: Peregrine Cust
- 1774–1775: William Innes
- 1775–1780: Nathaniel Webb
- 1775–1780: Owen Salusbury Brereton
- 1780–1785: Peregrine Cust
- 1780–1784: Samuel Smith
- 1784–1790: Benjamin Bond-Hopkins
- 1785–1786: John Harcourt
- 1786–1787: George Johnstone
- 1787–1790: George Sumner
- 1790–1796: John Harcourt
- 1790–1796: Samuel Long
- 1796–1799: Robert Clayton
- 1796–1802: William Dickinson
- 1799–1802: Lewis Bayly
- 1802–1803: William Hunter
- 1802–1803: Thomas Plummer
- 1803–1806: Charles Brooke
- 1803–1804: William Manners, torysi
- 1804–1806: John Manners
- 1806–1807: William Manners, torysi
- 1806–1807: Nathaniel Saxon
- 1807–1812: Richard Brinsley Sheridan, wigowie
- 1807–1812: Michael Angelo Taylor
- 1812–1818: John Ward, torysi
- 1812–1818: George Philips
- 1818–1826: Isaac Coffin
- 1818–1820: John William Drage Merest
- 1820–1826: Stephen Lushington, wigowie
- 1826–1827: Richard Sharp
- 1826–1827: John Williams
- 1827–1830: Lionel Tollemache, lord Huntingtower
- 1827–1830: Felix Thomas Tollemache
- 1830–1831: Michael Bruce
- 1830–1831: James Joseph Hope-Vere
- 1831–1832: Stephen Lushington, wigowie
- 1831–1832: Edward Robert Petre